# Blavia caliginosa
Blavia caliginosa là một loài bướm đêm thuộc phân họ Arctiinae, họ Erebidae.